# حاجی آقا (اندیکا)
حاجی آقا، روستایی از توابع بخش مرکزی شهرستان اندیکادر استان خوزستان ایران است.	

## جمعیت
این روستا در دهستان قلعه خواجه قرار دارد و براساس سرشماری مرکز آمار ایران در سال ۱۳۸۵، جمعیت آن ۱۲۹ نفر (۱۹خانوار) بوده‌است.